# Dobrovolný svazek obcí Štědrá
Dobrovolný svazek obcí Štědrá je svazek obcí (dle § 49 zákona č.128/2000 Sb. o obcích) v okresu Rychnov nad Kněžnou, jeho sídlem jsou Tutleky a jeho cílem je celkový rozvoj území mikroregionu a plynofikace obcí. Sdružuje celkem 2 obce a byl založen v roce 2001.

## Obce sdružené v mikroregionu
- Lupenice
- Tutleky